# Louis Shotridge
Louis Situwuka Shotridge (15 de abril de 1883 — 6 de agosto de 1937) foi um colecionador de arte e assistente de etnologia estadunidense, especialista nas tradições de seu povo, a nação Tlingit, localizada no sudeste do Alasca. Seu nome Tlingit era Stoowukháa, significa "Astuto". Ele foi o o primeiro indígena da Costa Noroeste a ser empregado por um museu, quando assumiu cargo na Universidade da Columbia.

## Primeiros anos
Louis Shotridge nasceu em Klukwan, Alasca, perto da atual Haines, em 1883, filho de George Shotridge (nome de nascimento Yeilgooxu, também escrito como Yeil gooxhu) e Kudeit.sáakw . No sistema matrilinear Tlingit, Louis seguiu sua mãe como membro do clã Kaagwaantaan na metade Eagle e como membro do ramo Gaaw Hit chamado Ligooshi Hit. Louis recebeu o nome de um missionário (presbiteriano ) em Haines, Louis Paul. O nome Shotridge é derivado do avô paterno de Louis, Chief "Tschartitsch", sendo esta uma grafia germânica do nome Tlingit "kakolah" ou, na ortografia Tlingit contemporânea, Shaadbaxhícht .

## Casado

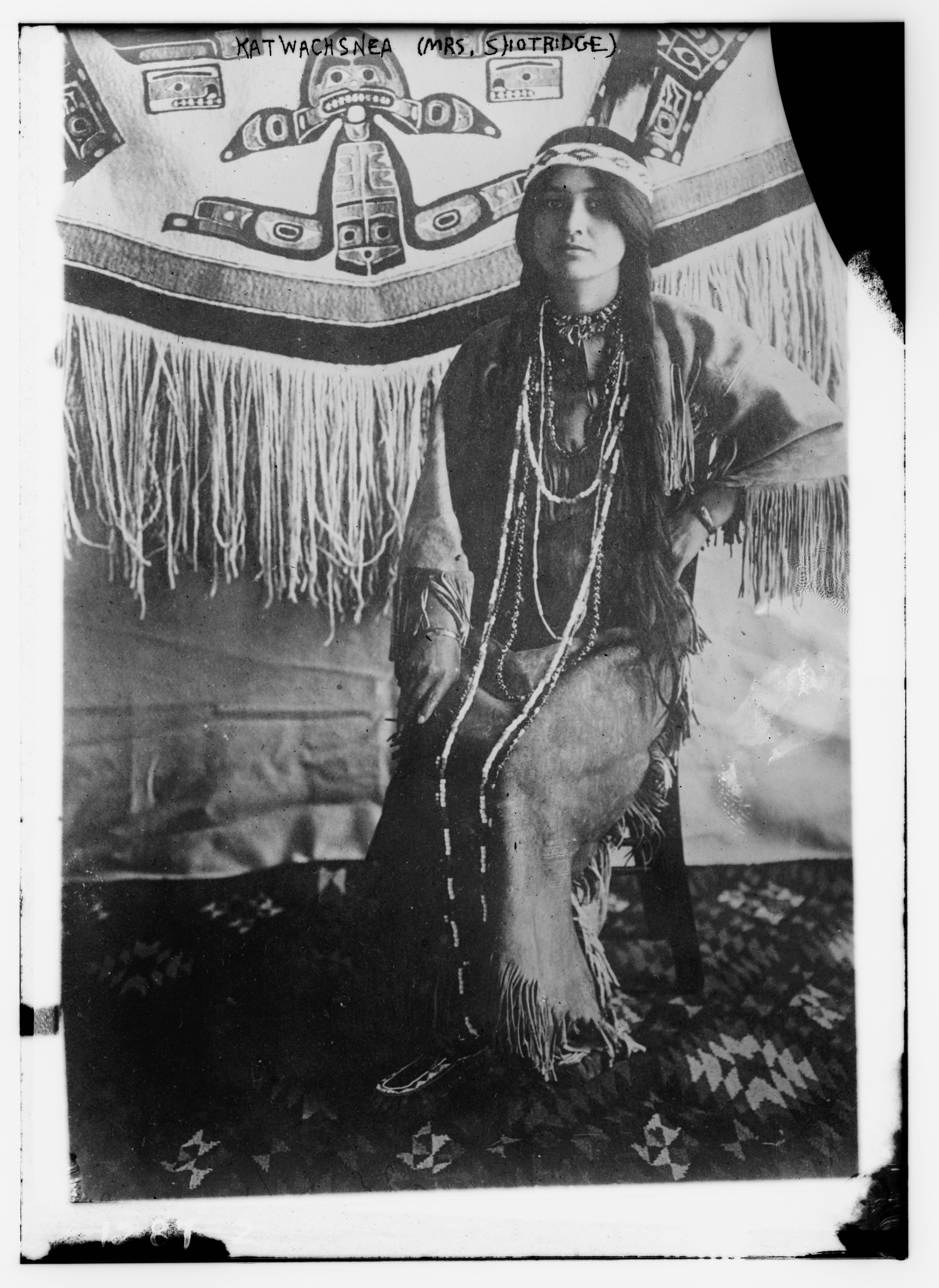
Katwachsnea (Sra. Shotridge)

Shotridge foi educado na escola da missão Haines, onde conheceu sua futura esposa, Florence Dennis (Kaatkwaaxsnéi, também grafado como Katwachsnea). Eles oficializaram sua união em um casamento arranjado tradicional Tlingit; ela era do clã Lukaax.ádi. Florence tornou-se uma talentosa tecelã de cestas e cobertores Chilkat e executou sua técnica na Exposição do Centenário de Lewis e Clark em Portland, Oregon, em 1905. Talvez inspirado pelo contato com o etnólogo tenente GT Emmons, Louis acompanhou Florence a Portland para exibir e vender artefatos Tlingit de Klukwan. Quarenta e nove artigos foram vendidos para George Byron Gordon, que havia sido contratado pelo Museu de Arqueologia e Antropologia da Universidade da Pensilvânia, na Filadélfia, para adquirir peças de povos nativos. A instituição posteriormente o contratou para coletar mais itens para sua coleção, iniciando assim uma carreira vitalícia para os Shotridges como colecionadores de artefatos, produtores de arte e agentes de venda de peças de arte.

## Trabalho em antropologia
Em 1912, os Shotridges visitaram a Filadélfia e conheceram o antropólogo Frank Speck, que os apresentou ao principal antropólogo-linguista do Canadá, Edward Sapir. Eles começaram a trabalhar também com Sapir, fornecendo-lhe ensaios, informações e objetos.
Em 1914, os Shotridges conheceram Franz Boas em Nova York e trabalharam com ele no registro de informações sobre a linguagem e a musicologia Tlingit. Boas incluiu Louis em suas audiências de palestras e, eventualmente, em suas mesas redondas semanais entre antropólogos na Universidade de Columbia.
A partir de 1915, Shotridge trabalhou por 17 anos como curador assistente no Museu da Universidade, tornando-se o primeiro indígena da Costa Noroeste a ser empregado por um museu.
Louis também era ativo na Irmandade Nativa do Alasca e serviu como seu Grande Presidente. A entidade era uma organização sem fins lucrativos que atuava contra o preconceito contra os povos nativos do Alasca.
Florence morreu em 12 de junho de 1917, de tuberculose e foi enterrada em Chilkoot, Alasca .
Em fevereiro de 1919, Louis se casou novamente com Elizabeth Cook, uma tlingit do clã L'uknax.ádi, e eles tiveram três filhos: Louis Jr., Richard e Lillian. Elizabeth morreu em agosto de 1928 de tuberculose. No início da década de 1930, Louis casou-se novamente com Mary Kasakan ( Kaakaltin ), uma Tlingit de Sitka, Alasca, do clã Kiks.ádi da família do "Chefe Katlean", e teve mais dois filhos com ela.
Shotridge morreu em 6 de agosto de 1937, de complicações de um acidente.